# Чагарниковий степ Вайомінгського басейну
Чагарниковий степ Вайомінгського басейну (ідентифікатор WWF: NA1313) — неарктичний екорегіон пустель і склерофітних чагарників, розташований на північному заході США.

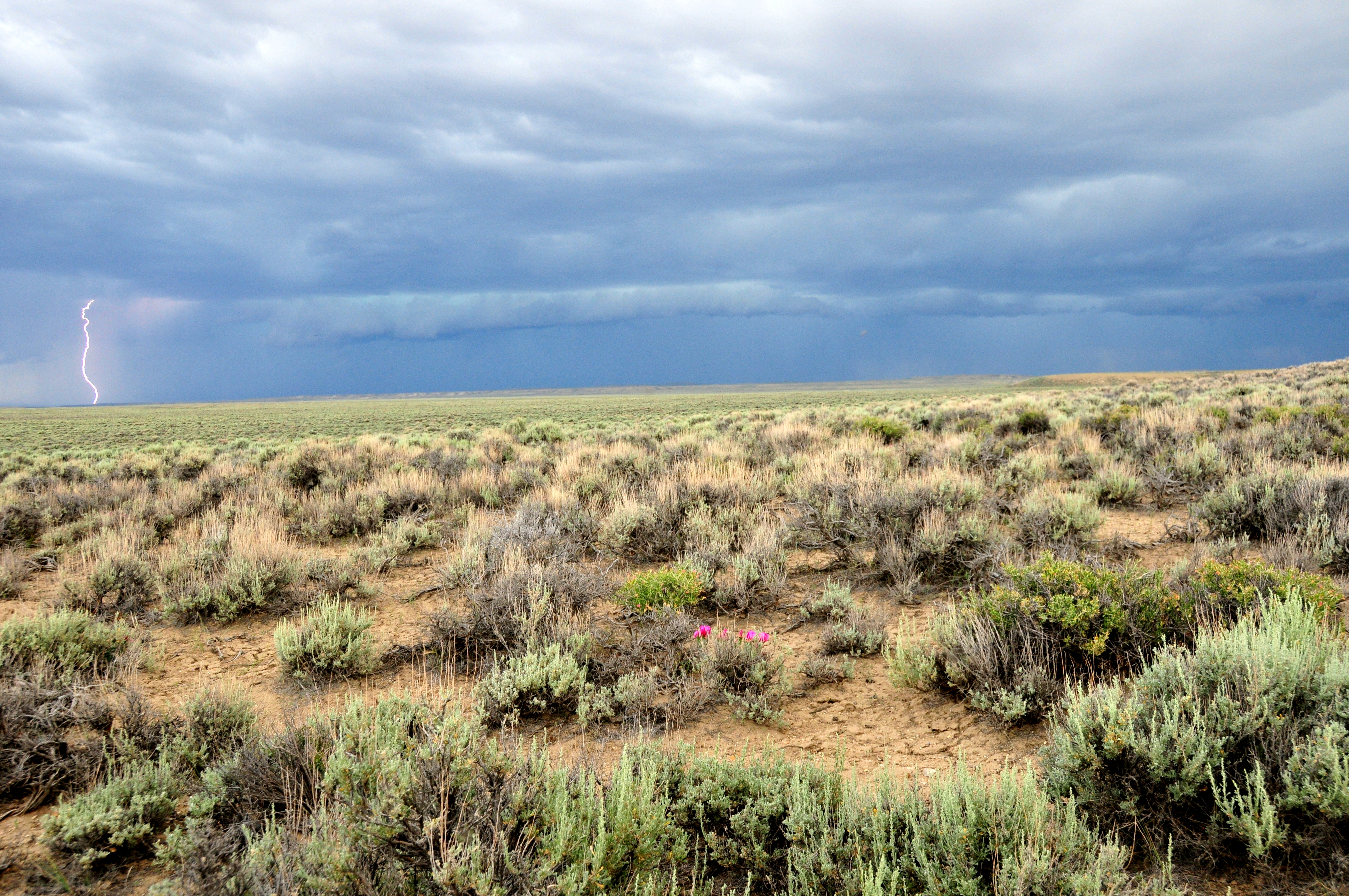
Полиновий степ у Національному природному заповіднику Сіскаді

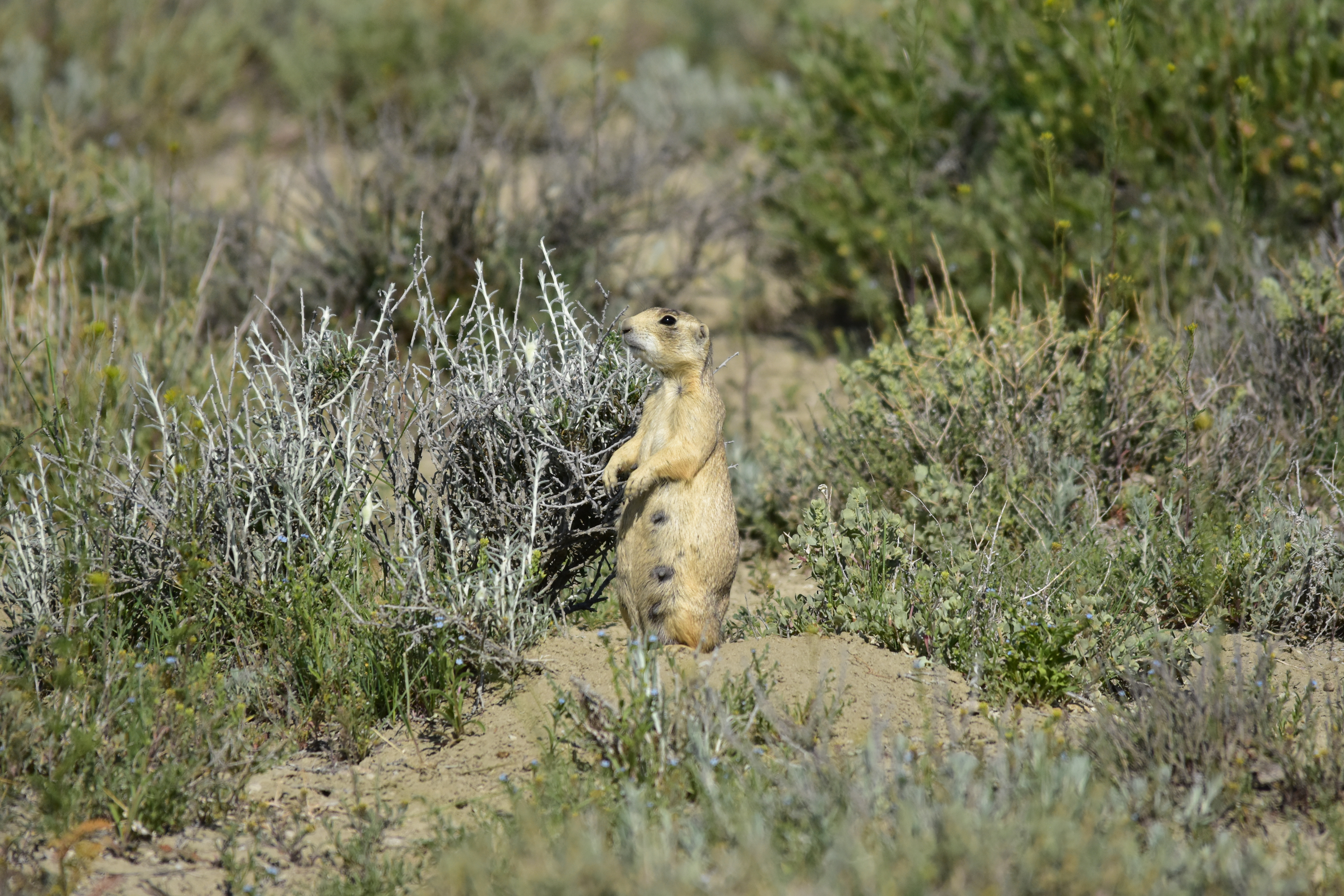
Білохвостий лучний собачка (Cynomys leucurus) в заповіднику Сіскаді

## Географія
Екорегіон чагарникового степу Вайомінгського басейну переважно охоплює центральну та південно-східну частини Вайомінгу, а також деякі прилеглі райони на крайньому півдні Монтани, південному сході Айдахо, північному сході Юти та північному заході Колорадо. Він включає кілька високогірних міжгірських котловин та плато Вайомінгського басейну, оточених різноманітними гірськими хребтами Скелястих гір. Так, на півночі екорегіону розташована котловина Бігхорн, оточена хребтом Абсарока із заходу та горами Бігхорн зі сходу, а на південному сході — котловина Ларамі, оточена горами Ларамі з північного сходу та горами Медісін-Боу з південного заходу.
Екорегіон характеризується різноманітним рельєфом. Він включає як широкі, майже пласкі улоговини, так і більш пологі рівнини, стрімкі пагорби та невисокі гори. Височини та нагір'я регіону, як правило, сильно розчленовані та порізані широкими каньйонами. Загалом рельєф Вайомінгського басейну більш рівнинний, ніж рельєф Великого басейну на південному сході, який характеризується численними гірськими хребтами, що перемежовуються западинами. Вайомінгський басейн розташований на нижчій висоті, ніж навколишні екорегіони, однак, тим не менш, він є високогірним регіоном. Його висота коливається від 1220 до 3059 м над рівнем моря. Найвищою вершиною екорегіону є пік Ферріс, розташований в горах Ферріс.
Через територію екорегіону проходить Континентальний американський вододіл. Північна частина регіону лежить в басейні річки Бігхорн, а східна — у басейні Північного Платту. Басейни обох річок є частиною басейну Міссісіпі, яка впадає у Мексиканську затоку Атлантичного океану. Західна частина регіону лежить у басейні Зеленої річки, яка є найбільшою притокою річки Колорадо, що впадає у Каліфорнійську затоку Тихого океану. На півдні екорегіону, у найсухішій його частині, розташований басейн Великого Вододілу, який включає низку невеликих безстічних басейнів. У деяких з них розташовані сезонні озера.
В горах на півночі екорегіон переходить у ліси півдня Центральних Скелястих гір, на південному сході — у ліси Скелястих гір Колорадо, а на південному заході — у гірські ліси Восатчу та Юїнти. На сході, у передгір'ях Скелястих гір, чагарникові степи регіону переходять у північні низькотравні прерії, на півдні — у чагарники Колорадського плато, а на заході — у чагарникові степи Великого Басейну.

## Клімат
В межах екорегіону переважає напівпустельний клімат (BSk за класифікацією кліматів Кеппена) або континентальний клімат (Dfb за класифікацією Кеппена), а у найбільш посушливих районах — пустельний клімат (BWk за класифікацією Кеппена). Літо в регіоні коротке, спекотне, а зима довга та дуже холодна. Оскільки Вайомінгський басейн лежать у дощовій тіні Північноамериканських Кордильєр, опадів тут випадає мало, як правило, менше 250 мм на рік.

## Флора
Рослинний покрив екорегіону представлений складною мозаїкою чагарникових степів та напівпустельних луків. На видовий склад, морфологію та щільність чагарникових угруповань впливають різноманітні фактори, такі як висота над рівнем моря, кількість опадів, тривалість снігового покриву, панівні вітри тощо.
Основними рослинними угрупованнями екорегіону є полинові степи, у яких домінують чагарники вайомінгського тризубчастого полину (Artemisia tridentata subsp. wyomingensis), а також багаторічні трави, зокрема колосистий житняк (Pseudoroegneria spicata), айдахська костриця (Festuca idahoensis) та різні види пирійників (Elymus spp.). На схилах пагорбів, де дмуть сильні вітри, на неглибоких ґрунтах ростуть чагарники чорного полину (Artemisia nova) та подушкоподібні рослини, на ділянках, де переважають лужні або засолені ґрунти, — американські солонокущі (Sarcobatus vermiculatus), американські білолізники (Krascheninnikovia lanata), лутиги Гарднера (Atriplex gardneri), колючі лутиги (Atriplex confertifolia) та колючий полин (Artemisia spinescens), а на більш вологих ділянках — чагарники тризубчастого полину (Artemisia tridentata) та сріблястого полину (Artemisia cana). Серед інших рослин, що зустрічаються на луках регіону, слід відзначити прерієвий полин (Artemisia frigida), західний пирійник (Pascopyrum smithii), голко-ниткову ковилу (Hesperostipa comata), блакитну граму (Bouteloua gracilis) та великоцвітий кипець (Koeleria macrantha).
Особливо важливими з екологічної точки зору є вузькі прибережні ліси, поширені вздовж річок. Ці ліси, основу яких складають вузьколисті тополі (Populus angustifolia), характеризуються густим трав'яним ярусом. На великих висотах екорегіону, де випадає більше опадів, зустрічаються рідколісся, у яких домінують скельні яловці (Juniperus scopulorum), ютські яловці (Juniperus osteosperma) та хвостоплідники (Cercocarpus spp.), а на найвищих вершинах — відкриті ліси тисолистих дуґласій (Pseudotsuga menziesii var. glauca).
У найпосушливіших частинах екорегіону, зокрема в Червоній пустелі, зустрічаються довгі гряди піщаних дюн, деякі з яких простягаються на понад 200 км. Деякі дюни стабілізовані рослинністю, але багато з них є нестабільними, позбавлені рослинності та активно рухаються завдяки вітру.
Основними факторами порушень в екорегіоні є пожежі, сильні вітри, випас великих тварин, коливання опадів та температури. Пожежі можуть сприяти росту трав та знищувати полинові чагарники. З іншого боку, полин пристосований до сильних посух, які знищують трави. Надмірна вологість в долинах річок або в місцях накопичення снігу також може сприяти росту трави, яка витісняє багато видів полину. Ще одним важливим фактором порушень є випас великих травоїдних тварин — оленів, вапіті та вилорогів, особливо враховуючи, що більша частина екорегіону знаходиться в безпосередній близькості до гір, де живуть великі стада копитних. Однак надмірний випас свійської худоби разом з іншими формами порушення ґрунту сприяють поширенню в екорегіоні екзотичних видів рослин, зокрема покрівельного стоколоса (Bromus tectorum). Порівняно з Великим Басейном та Колумбійським плато, де стоколос подекуди домінує у ландшафті, у Вайомінгському басейні цей вид рослин є меншою загрозою, однак він стає дедалі більш поширеним в багатьох областях.

## Фауна
В межах екорегіону зустрічається 83 види ссавців та близько 190 видів птахів. Серед поширених в екорегіоні ссавців слід відзначити чорнохвостого оленя (Odocoileus hemionus), гірського вапіті (Cervus canadensis nelsoni), товсторога (Ovis canadensis), вилорога (Antilocapra americana), білохвостого зайця (Lepus townsendii), пустельного кролика (Sylvilagus audubonii), гірського кролика (Sylvilagus nuttallii), айдахського кролика (Brachylagus idahoensis), канадського голкошерста (Erethizon dorsatum), тринадцятисмугого ховраха (Ictidomys tridecemlineatus), майже ендемічного вайомінгського ховраха (Urocitellus elegans), північного гоферчика (Thomomys talpoides), ендемічного вайомінгського гоферчика (Thomomys clusius), західну заподу (Zapus princeps), гірську полівку (Microtus montanus), білочереву коникоїдку (Onychomys leucogaster), полинову строкатку (Lemmiscus curtatus), оливковоспинну торбомишу (Perognathus fasciatus) та кенгурового стрибуна Орда (Dipodomys ordii). Серед поширених в регіоні хижаків слід відзначити північноамериканську пуму (Puma concolor couguar), руду рись (Lynx rufus), койота (Canis latrans), звичайну лисицю (Vulpes vulpes), американського корсака (Vulpes velox), довгохвосту ласицю (Neogale frenata), смугастого скунса (Mephitis mephitis), західного плямистого скунса (Spilogale gracilis) та американського борсука (Taxidea taxus). У деяких районах Вайомінгського басейну зустрічаються здичавілі коні, відомі як мустанги.
Характерними представниками екорегіону є майже ендемічні білохвості лучні собачки (Cynomys leucurus). Ці великі ховрахи живуть в норах та утворюють підземні колонії, які нараховують кілька десятків особин. Білохвості лучні собачки є ключовим видом в екосистемах регіону, оскільки багато інших тварин залежать від локального порушення ґрунту, які вони створюють, риючи нори. Завдяки поживним речовинам, які потрапляють в ґрунт разом з послідом лучних собачок, якість кормів у районах навколо колоній цих тварин є вищою, що приваблює вилорогів та інших копитних тварин. Колонії лучних собачок в околицях міста Мітітсе дозволили вижити чорноногим тхорам (Mustela nigripes). Ці тварини, основу раціону яких становлять лучні собачки, вже були визнані вимерлими у 1979 році, однак у 1981 році їх популяція була відкрита у Вайомінгу. Завдяки діяльності природоохоронців популяція чорноногих тхорів збільшилась і станом на 2015 рік нараховувала близько 200 дорослих особин. Реінтродукція тхорів, вирощених у неволі, до місць, де залишилися лучні собачки, є успішною історією відновлення зникаючих видів. На жаль, рівнинні бізони (Bison bison bison), гризлі (Ursus arctos horribilis), барибали (Ursus americanus) та вовки (Canis lupus) були винищені в регіоні, хоча у деяких заповідниках бізони були пізніше реінтродуковані.
Серед поширених в екорегіоні птахів слід відзначити гострохвостого тетерука (Centrocercus urophasianus), чорнощокого пораке (Phalaenoptilus nuttallii), американського луня (Circus hudsonius), прерієвого канюка (Buteo swainsoni), королівського канюка (Buteo regalis), беркута (Aquila chrysaetos), прерієвого сокола (Falco mexicanus), американського сича (Athene cunicularia), болотяну сову (Asio flammeus), білогорлого серпокрильця (Aeronautes saxatalis), західного тирана (Tyrannus verticalis), великого феба (Sayornis saya), американського сорокопуда (Lanius ludovicianus), скельного орішця (Salpinctes obsoletus), каньйонового орішця (Catherpes mexicanus), осокового пересмішника (Oreoscoptes montanus), рогатого жайворонка (Eremophila alpestris), потюка (Chondestes grammacus), корибіг (Calamospiza melanocorys), лучну карнатку (Spizella breweri), польову вівсянку (Pooecetes gramineus), саванову вівсянку (Passerculus sandwichensis), невадійську вівсянку-пустельницю (Artemisiospiza nevadensis), зеленохвостого тауї (Pipilo chlorurus), прерієвого подорожника (Rhynchophanes mccownii), жовтоголового тордо (Xanthocephalus xanthocephalus) та західного шпаркоса (Sturnella neglecta). На берегах водойм зустрічаються довгодзьобі плавунці (Phalaropus tricolor) та американські чоботярі (Recurvirostra americana). 
Герпетофауна екорегіону включає полинову ігуану (Sceloporus graciosus), велику фриносому (Phrynosoma hernandesi) та прерієвого гримучника (Crotalus viridis).

## Збереження
Незважаючи на те, що природоохоронні території охоплюють незначну частину Вайомінгського басейну, більша частина екорегіону є недоторканою через суворий клімат, низький сільськогосподарський потенціал та низьку густоту населення. Однак інтенсивний випас худоби, боротьба з пожежами та поширення інвазивних видів рослин, особливо трав, призвели до того, що деякі території були суттєво змінені. Це, разом із розвитком нафтогазової промисловості та видобутком корисних копалин, є найбільшою загрозою для збереження природи регіону.
Оцінка 2017 року показала, що 4208 км², або 3 % екорегіону, є заповідними територіями. Природоохоронні території включають: Національну зону відпочинку Палаючої ущелини, Національний природний заповідник Сіскаді, Національний природний заповідник луків Коквіллю, а також низку територій дослідження дикої природи, що належать Бюро з управління земельними ресурсами. 